# جایزه بزرگ بلژیک ۲۰۱۵
جایزه بزرگ بلژیک ۲۰۱۵ (انگلیسی: ‎2015 Belgian Grand Prix‎) یک مسابقهٔ موتوری در رشتهٔ اتومبیل‌رانی فرمول یک بود که در تاریخ ۲۳ اوت ۲۰۱۵ در پیست اسپا-فرانکورشان واقع در اسپا، بلژیک برگزار شد. این گراند پری در میان ۱۹ گراند پری در فصل ۲۰۱۵، مسابقهٔ شمارهٔ ۱۱ بود.
در این مسابقه که قرار بود در ۴۴ دور و به مسافت ۳۰۸٫۰۵۲ کیلومتر (۱۹۱٫۴۱۵ مایل) برگزار شود، پول پوزیشن توسط لوئیز همیلتون کسب شد و سریع‌ترین زمان برای طی یک دور پیست که برابر با ۱:۵۲٫۴۱۶ بود نیز توسط نیکو رزبرگ به ثبت رسید. این مسابقه پیش از پایان دورهای برنامه‌ریزی‌شده، در دور ۴۳ و پس از طی مسافت ۳۰۱٫۰۴۸ کیلومتر (۱۸۷٫۰۶۳ مایل) متوقف شد.
لوئیز همیلتون از تیم مرسدس، نیکو رزبرگ از تیم مرسدس و رومن گروژان از تیم لوتوس-مرسدس به‌ترتیب مقام‌های اول تا سوم مسابقه را کسب کردند.

## رده‌بندی قهرمانی پس از مسابقه
|       | جایگاه | راننده        | امتیاز |
| ----- | ------ | ------------- | ------ |
|       | ۱      | لوئیز همیلتون | ۲۲۷    |
|       | ۲      | نیکو رزبرگ    | ۱۹۹    |
|       | ۳      | سباستیان فتل  | ۱۶۰    |
| ۱     | ۴      | کیمی رایکونن  | ۸۲     |
| ۱     | ۵      | فلیپه ماسا    | ۸۲     |
| منبع: |        |               |        |

|       | جایگاه | سازنده            | امتیاز |
| ----- | ------ | ----------------- | ------ |
|       | ۱      | مرسدس             | ۴۲۶    |
|       | ۲      | فراری             | ۲۴۲    |
|       | ۳      | ویلیامز-مرسدس     | ۱۶۱    |
|       | ۴      | رد بول ریسینگ-رنو | ۱۰۸    |
| ۱     | ۵      | لوتوس-مرسدس       | ۵۰     |
| منبع: |        |                   |        |

یادداشت
- تنها پنج جایگاه نخست از هر رده‌بندی نمایش داده شده‌است.